# Partido de la Nación Corsa
El Partido de la Nación Corsa (en corso U Partitu di a Nazione Corsa, PNC) es un partido político francés de carácter nacionalista corso. Se fundó en Corte el 24 de julio de 2002 mediante la fusión de la Unión del Pueblo Corso (UPC), A Scelta Nova (en español: Una nueva opción) y A Mossa Naziunale (en español: Un Movimiento Nacional). El congreso fundacional tuvo lugar poco después en Furiani, el 7 de diciembre de 2002. Su secretario nacional es Jean-Christophe Angelini. Forma parte de la Federación de Regiones y Pueblos Solidarios en Francia y de la Alianza Libre Europea.
El PNC publica el semanario Arriti (en español: Ladrón), fundado en 1966 y editado en Bastia, codirigido por Max Simeoni y François Alfonsi (eurodiputado desde 2009).

## Ideología
El PNC aboga más por la autonomía que por la independencia de Córcega. Rechaza las acciones terroristas practicadas por las diferentes fracciones del Frente de Liberación Nacional de Córcega, que reciben apoyo de buena parte del independentismo corso.

## Participación electoral
En la primera vuelta de las elecciones presidenciales francesas de 2007 pidió el voto para la candidata Dominique Voynet, de Los Verdes. 
En la Asamblea de Córcega, el grupo parlamentario conjunto entre el PNC y Chjama Naziunale cuenta con 5 escaños, entre ellos Edmond Simeoni, presidente del grupo, y Jean-Christophe Angelini. Desde las elecciones cantonales y municipales de 2008, el PNC, aliado con Chjama Naziunale, cuenta con 1 consejero general (Paul-Joseph Caitucoli) y más de un centenar de concejales, así como trece alcaldes (Osani, Belgodère, Villanova, Lopigna, Manso, Cristinacce, Lozzi, Morsiglia, Piano, Piedipartino, Riventosa, Santa-Lucia-di-Mercurio y Vero) y son el primer grupo de oposición en Bastia y Porto-Vecchio. 
En las elecciones al Parlamento Europeo de 2009, la Federación de Regiones y Pueblos Solidarios, de la que el PNC forma parte, dio su apoyo a la candidatura ecologista Europe Écologie. Miembros de los partidos integrantes de la Federación formaron parte de las listas ecologistas en las distintas circunscripciones francesas. El candidato del PNC, François Alfonsi, concurrió como número dos de Europe Écologie en la circunscripción Sur-Este, resultando elegido (EE, con un 18,27% de los votos en dicha circunscripción obtuvo allí 3 diputados). François Alfonsi se integró en el grupo parlamentario de Los Verdes - Alianza Libre Europea.